# Szentpéterfa
Szentpéterfa là một thị trấn thuộc hạt Vas, Hungary. Thị trấn này có diện tích 31,24 km², dân số năm 2010 là 966 người, mật độ 31 người/km².